# Diego Rodriguez Lucero
Diego Rodriguez Lucero was inquisiteur van Cordoba van 1499 tot 1507. Hij nam het roer over van Pedro de Guiral, die werd ontslagen wegens corruptie. Zijn werk was tijdens de Inquisitie veel wreder dan dat van zijn voorganger.
Bij zijn aantreden in 1499 veroordeelde hij 107 Joden tot de brandstapel, ervan overtuigd dat ze in werkelijkheid niet bekeerd waren tot het christendom, maar trouw bleven aan hun oude religie. Het was een van de autodafe's met de meeste doden in het land. Tussen 1504 en 1505 werden 134 mensen beschuldigd van het in het geheim praktiseren van het door de kerk verboden jodendom. Zij werden later onder zijn bevel op de brandstapel terechtgesteld.
Lucero richtte zijn pijlen ook op welgestelde oude christenen (dus geen "nieuwe christenen", d.w.z. bekeerlingen of afstammelingen van bekeerlingen), waaronder Julian Trigueros wiens vrouw hij voor zichzelf wilde krijgen en die later ook op de brandstapel zou belanden.
Verlangend om het bestaan van een samenzwering van Joden en conversos (Joodse bekeerlingen) tegen het christendom te bewijzen, verzamelde hij valse bewijzen, verkreeg hij getuigenissen onder foltering en nam honderden mensen gevangen. Zo arresteerde en martelde hij familieleden van de aartsbisschop van Granada, Hernando de Talavera, voormalig biechtvader van de katholieke koningen, om een getuigenis af te dwingen dat de oude aartsbisschop (van Joodse afkomst) een synagoge huisvestte in zijn huis. De markies de Priego bestormde vervolgens met zijn leger de gevangenis van de Inquisitie, bevrijdde de gevangenen en wist Lucero te stoppen.
Inquisiteur-generaal Diego Deza, die verantwoordelijk werd geacht voor deze excessen, werd in 1507 ontslagen en vervangen door kardinaal Francisco Jiménez de Cisneros. Na een bespreking van zijn activiteiten door een algemene congregatie in Burgos in 1508, werd Lucero uiteindelijk in hetzelfde jaar ontheven van zijn functie en verbleef tot het einde van zijn leven in Sevilla.
Zijn geval bracht de noodzaak om hervormingen door te voeren in de werking van de Inquisitie aan het licht; vooral omdat zijn invloed zich al begon uit te breiden naar omliggende rechtsgebieden zoals Jaen.